# Buste de Golda Meir
Le buste Golda Meir est une sculpture en bronze de l'ancienne première ministre israélienne Golda Meir.

## Golda Meir
Golda Meir (1898-1978), est une enseignante, femme d'État et femme politique israélienne, et la première femme Premier ministre d'Israël à ce jour. Elle est également la première femme chef d'État à avoir supervisé le développement d'un programme d'armes nucléaires.

## Descriptif
Le buste en bronze repose sur un piédestal en granit rose et mesure au total environ 1,98 mètre de haut. 

## Lieu
La sculpture est située sur la place Golda Meir près de Broadway et de la 39e rue dans le Garment District de Manhattan, à New York. Il est dévoilé le 3 octobre 1984,. C'est en 2016, l'une des cinq statues de femmes à New York. 